# Karl Wertheim
Karl Wertheim (* 1877 oder 1878; † 12. März 1925 in Wien) war ein österreichischer Arzt und Sportfunktionär.

## Leben
Wertheim war in Wien als Arzt niedergelassen und war zuletzt Direktor des Sanatoriums Löw. 1913 wurde er bei der Hauptversammlung des Wiener Amateur-Sportvereins (WAS) zum Präsidenten gewählt und blieb bis 1915 im Amt. Im Mai 1914 konnte ein eigenes Stadion in Ober St. Veit bezogen werden. Nach dem Ersten Weltkrieg bekleidete er das Amt von 1920 bis 1922 ein zweites Mal und gestaltete den Neuaufbau des Vereins.
Er starb im März 1925 im Alter von 47 Jahren und wurde auf dem Wiener Zentralfriedhof beigesetzt.